# Melbourne Challenger
Il Melbourne Challenger (conosciuto anche come Maccabi Men's Challenger) è stato un torneo professionistico di tennis facente parte dell'ATP Challenger Tour. Si giocava sui campi in cemento del Maccabi Tennis Club di Melbourne in Australia. Si sono disputate solo l'edizione del 2009 (con il nome Maccabi Men's Challenger) e l'edizione del 2013, sotto il nome Melbourne Challenger.

## Albo d'oro

### Singolare
| Anno      | Campione      | Finalista         | Punteggio     |
| --------- | ------------- | ----------------- | ------------- |
| 2009      | Bernard Tomić | Marinko Matosevic | 5–7, 6–4, 6–3 |
| 2010 2012 | Non disputato | Non disputato     | Non disputato |
| 2013      | Matthew Ebden | Tatsuma Itō       | 6–3, 5–7, 6–3 |

### Doppio
| Anno      | Campioni                              | Finalisti                    | Punteggio           |
| --------- | ------------------------------------- | ---------------------------- | ------------------- |
| 2009      | Sanchai Ratiwatana Sonchat Ratiwatana | Ti Chen Danai Udomchoke      | 7–6(5), 5–7, [10–7] |
| 2010 2012 | Non disputato                         | Non disputato                | Non disputato       |
| 2013      | Thanasi Kokkinakis Benjamin Mitchell  | Alex Bolt Andrew Whittington | 6–3, 6–2            |